# Lacs de Lavagnina
Les Lacs de Lavagnina (italien : Laghi di Lavagnina) sont deux lacs artificiels situés dans les municipalités de Casaleggio Boiro, Mornese et Bosio dans la Province d'Alexandrie, dans le Piémont, en Italie.

## Géographie
Le lac en aval est nommé Lago Inferiore et celui en amont Lago Superiore. Ils sont situés à des altitudes, différentes mais proches, d'environ 342 m. Leur flux entrant et sortant est constitué par le Torrente Gorzente.

## Conservation de la nature
Les lacs font partie du parc naturel piémontais de Capanne di Marcarolo.

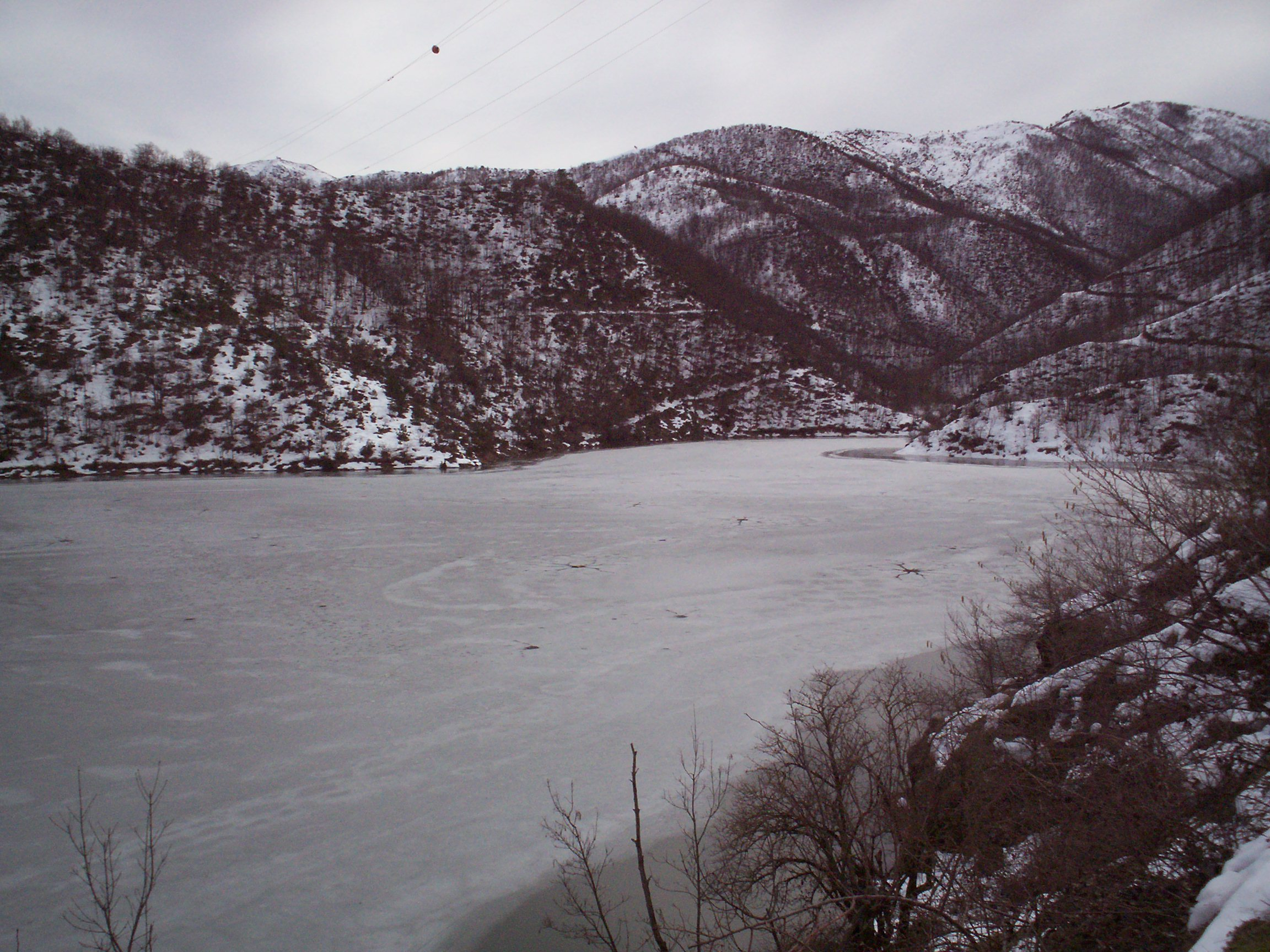
Lac inférieur en hiver 2010.